# 安世舟
安 世舟（やす せいしゅう、1935年4月12日 - ）は、日本の政治学者、大東文化大学名誉教授。

## 略歴
福岡県生まれ。1957年 明治大学政治経済学部政治学科卒、1972年 同大学院博士課程修了、「ドイツ社会民主党史序説 創立からワイマール共和国成立期まで」で政治学博士。1973年 大東文化大学法学部助教授、1978年 同教授となる。2006年 定年退職し、名誉教授。19-20世紀のドイツ国家学・ドイツ語圏政治史が専門。子息の安章浩（1968-）も政治学者・尚美学園大学総合政策学部教授。

## 編著書

### 単著
- 『ドイツ社会民主党史序説 創立からワイマール共和国成立期まで』御茶の水書房 1973
- 『現代政治学の解明』三嶺書房 1999

### 編著
- 『二〇世紀のドイツ政治理論』（２００２年度日本政治学会年報） 岩波書店 2002

### 共著
- 『政治学への接近』田中浩共著 学陽書房 1978

### 翻訳
- ヘルマン・ヘラー『国家学』未来社 1971
- D.E.ブランド, K.W.ワトキンス『イギリスは甦るか 政治経済の分析と展望』本田弘,森尾忠憲共訳 サイマル出版会 1973
- カール・Ｊ・フリードリヒ『政治学入門 ハーバード大学12講』村田克巳、田中誠一、福島治共訳 学陽書房 1977
- ヘルマン・ヘラー『ドイツ現代政治思想史』御茶の水書房 1981
- E.マティアス『なぜヒトラーを阻止できなかったか 社会民主党の政治行動とイデオロギー』山田徹共訳 岩波書店 岩波現代選書 1984
- C.A.リーズ『事典政治の世界 理論・思想・制度・国際』田中浩共訳編 御茶の水書房 1987
- Ch.ミュラー,I.シュタフ編著『ワイマール共和国の憲法状況と国家学 H.ヘラーC.シュミット、H.ケルゼン間の論争とそのボン共和国への影響』山口利男共編訳 未来社 1989
- ヴォルフガング・J.モムゼン『マックス・ヴェーバーとドイツ政治1890～1920 Ⅰ』田中浩、五十嵐一郎共訳 未来社 1993
- ヴォルフガング・J.モムゼン『マックス・ヴェーバーとドイツ政治1890～1920 Ⅱ』五十嵐一郎、小林純、牧野雅彦共訳 未来社 1994
- クリス・ソーンヒル『現代ドイツの政治思想家 ウェーバーからルーマンまで』永井健晴,安章浩共訳 岩波書店 2004
- D.シントラー『憲法と社会構造』仲地博,渡辺中共訳 有信堂高文社 2005
- クリス・ソーンヒル『ドイツ政治哲学 法の形而上学』永井健晴, 安章浩共訳 風行社 2012

## 研究動向及び関心
研究動向を概観すると、大学院博士課程時代には、ヘルマン・ヘラーの「組織としての国家」概念にアメリカの経営学者バーナードの組織論のキー概念たる「コミュニケーションを通じて自発的に組織への貢献を行わせる力」としての権威概念を組み込んだ権力概念を用い独自の現代民主主義論を展開した、恩師でもある秋永肇の『現代政治学』（富士書房 1962）の基本構想を継承し、ヘラーの『国家学』の邦訳や、同書成立の前提となったドイツの国家学や政治史的研究の一環としてドイツ社会民主党史の研究を行った。
その後は、国家学を中心とする19，20世紀のドイツ政治思想史や、その近代日本への受容に研究領域を拡げ、さらにヘラーの「政治学としての国家学」との比較において現代アメリカ政治学の体系的な紹介を行った。

## 論文
- 安世舟